# Kishi Bashi
Kaoru Ishibashi, vystupující jako Kishi Bashi (* 4. listopadu 1975 Seattle) je americký indie popový písničkář, houslista a skladatel filmové hudby, bývalý člen kapel of Montreal a Jupiter One. K roku 2024 vydal pět studiových alb.

## Osobní život
Kaoru Ishibashi se narodil v Seattlu japonským poválečným imigrantům, ale vyrůstal ve Virginii ve městě Norfolk. Po absolvování střední školy v roce 1994 nastoupil do inženýrského programu na Cornellově univerzitě, studium ale nedokončil a přestoupil do oboru Filmová hudba na Berklee College of Music, kde poznal svou pozdější ženu Keiko. Od třinácti byl místo Kaoru kamarády oslovován jako K. Ishibashi, z čehož vznikl jeho pseudonym Kishi Bashi.

## Hudební činnost
Na housle začal hrát v sedmi letech a na Berklee College of Music byl jeho lektorem jazzový houslista Matt Glaser. V roce 2002 se přestěhoval do Brooklynu, kde spoluzaložil kapelu Jupiter One hrající elektronický rock. V následujících letech začal na turné doprovázet americkou písničkářku Reginu Spektor a norského zpěváka Sondreho Lerchea. Díky tomu se seznámil se zakladatelem kapely of Montreal, se kterými mezi lety 2010 a 2012 hrál. V květnu 2011 vydal první sólový singl Room for Dream. Téhož roku se přestěhoval zpět do Virginie a začal pracovat na studiovém indie popovém albu 151a, jehož dokončení bylo možné díky úspěšné crowdfundingové kampani na platformě Kickstarter. Kvůli budování složitých hudebních stop s využitím houslových samplů, smyček a beatboxu začal být přezdíván „jednočlenný orchestr“. Druhé album Lighght v podobném stylu vydal v roce 2014.
O dva roky později vyšel Sonderlust, jehož skladby jsou ještě různorodější a používají více elektronických prvků. Jeho čtvrtým studiovým albem je Omoiyari z roku 2019, které vybočuje z autorovy tvorby námětem i žánrem. Kishi Bashi opět použil smyčky, více však využil nahrávek ostatních umělců a skladba je přímočařejší. Texty několika písní vyprávějí příběhy vztahující se k internaci Američanů japonského původu za druhé světové války. Během tvorby Kishi Bashi navštívil zadržovací tábory a setkával se s pamětníky. Podle Ishibashiho bylo toto zacházení podobné zákazu přicestování do Spojených států obyvatelům šesti muslimských států, který vydal v roce 2017 prezident Donald Trump. V 2020 vytvořil hudbu pro animovaný seriál pro děti předškolního věku Stillwater vysílaný na streamovací platformě Apple TV+.
Jeho nahrávka I Am The Antichrist To You z alba 151a se objevila ve třetím dílu páté řady animovaného seriálu Rick a Morty odvysílaném v červenci 2021. Své páté studiové album Kantos vydal v srpnu 2024. Jménem album odkazuje na Kantos Hyperionu a filozofa Immanuela Kanta. Na albu se objevují skladby žánrů funk, progresivní rock, synthpop, brazilský jazz a city pop. Po tematicky vážnějším výpravném albu Omoiyari zpracovává lehčí náměty a Ishibashi, který se při jeho tvorbě zamýšlel nad vlivem generativní umělé inteligence na umění, o něm mluví jako o „párty albu.“ K skladbě Lilliputian Chop vyšel videoklip animovaný ve stylu anime 80. let 20. století.

## Diskografie

### Studiová alba
- 2012 – 151a
- 2014 – Lighght
- 2016 – Sonderlust
- 2019 – Omoiyari
- 2024 – Kantos

### Živá alba
- 2014 – Live on Valentine's
- 2015 – String Quartet Live!

### Singly
- 2011 – Room for Dream
- 2013 – 7″ Singles